# Nomura Yasushi
Nomura Yasushi est un nom japonais traditionnel ; le nom de famille (ou le nom d'école), Nomura, précède donc le prénom (ou le nom d'artiste).
Le vicomte Nomura Yasushi (野村靖) (10 septembre 1842 - 24 janvier 1909) est un homme politique japonais de l'ère Meiji qui fut ambassadeur en France en 1891.

## Biographie
Second fils d'un samouraï ashigaru, Nomura est né à Hagi dans le domaine de Chōshū (aujourd'hui dans la préfecture de Yamaguchi). Jeune, il étudie à l'académie Shokansonjuku de Yoshida Shōin où il rejoint le mouvement Sonnō jōi contre le shogunat Tokugawa et l'augmentation de la présence étrangère au Japon. Il participe à la tentative d'assassinat du rōjū Manabe Akikatsu et à l'incendie de la légation japonaise d'Edo en 1862. Il combat dans l'armée de Chōshū contre les Tokugawa durant la seconde expédition de Chōshū.
Après la restauration de Meiji, il se rend à Tokyo et entre au service du nouveau gouvernement de Meiji. Il est choisi pour faire partie de la mission Iwakura de 1871, visitant les États-Unis, le Royaume-Uni, et d'autres pays européens. À son retour au Japon, il est nommé gouverneur de la préfecture de Kanagawa, où il est reconnu pour son travail dans la réduction des dépenses du gouvernement. Il est élevé au titre de shishaku (vicomte) en 1887 selon le système kazoku. En 1888, il devient membre du Conseil privé, et en 1891, il est ambassadeur en France.
Nomura est nommé ministre de l'Intérieur dans le 2e gouvernement d'Itō Hirobumi en 1894. À ce poste, les trois districts de Tama, faisant alors partie de la préfecture de Kanagawa, sont annexés dans la préfecture de Tokyo. Nomura devient ensuite ministre des Communications en 1896 dans le 2e gouvernement de Matsukata Masayoshi. Il tente de faire barrage à l'influence du zaibatsu Mitsubishi qui est fortement favorisé par Maejima Hisoka, contrôlant le commerce maritime du Japon.
Nomura meurt en 1909. Sa tombe se trouve au Shōin-jinja, un sanctuaire shinto situé à Setagaya, près de la tombe de Yoshida Shōin.